# 靈性文學
靈性文學是記錄個人或集體經驗的文學作品。

## 例子
- 《故道白雲》（Old Path White Clouds，一行禪師，1991年）
- 《痕／跡》 （Vägmärken，韓瑪紹，1963年）
- 《信仰與重負》（La Pesanteur et la grâce，西蒙·韋伊，1947年）
- 《七重山》 （The Seven Storey Mountain，多瑪斯·牟敦，1948年）